# Franz von Milde
Franz Ludwig Hermann von Milde (* 4. März 1855 in Weimar; † 6. Dezember 1929 in München) war ein deutscher Sänger (Bariton) und Gesangsprofessor.

## Leben
Franz von Milde war ein Sohn des Ehepaars Hans Feodor und Rosa von Milde, geb. Agthe. Wie sein Bruder Rudolf wurde er zunächst hauptsächlich von seiner Mutter ausgebildet. 1876 debütierte er am Weimarer Hoftheater. Von 1878 bis 1906 war er Ensemblemitglied am Hoftheater in Hannover. Zu seinen Rollen gehörten etwa der Valentin in Gounods Faust, der Wolfram im Tannhäuser und der Graf in der Hochzeit des Figaro. Franz von Milde, der schon in Hannover neben seiner Tätigkeit als Opernsänger Gesangsunterricht gegeben hatte, wurde 1906 Professor an der Akademie für Tonkunst in München. Er lehrte dort bis 1926. 1918 veröffentlichte er das Buch Ein ideales Künstlerehepaar. Rosa und Feodor von Milde. Ihre Kunst und ihre Zeit.
Franz von Milde war Trauzeuge bei der Hochzeit des Bernhard Stavenhagen mit Agnes Denninghoff; Stavenhagen soll auf die Worte des Pfarrers „Und Milde soll bei euch im Hause wohnen“ mit dem geflüsterten Ausspruch, das gehe denn doch zu weit, reagiert haben.

## Schüler (Auswahl)
- Emil Borgmann